# Harrington-Ratte
Die Harrington-Ratte (Desmomys harringtoni) ist ein in Äthiopien endemisches Nagetier in der Unterfamilie der Altweltmäuse. Sie bildet mit der etwas kleineren und auf dem Bauch leicht orangen Yalden-Ratte (Desmomys yaldeni) die Gattung Harrington-Ratten.

## Merkmale
Erwachsene Exemplare sind ohne Schwanz 128 bis 144 mm lang, die Schwanzlänge liegt bei 122 bis 135 mm und das Gewicht variiert zwischen 55 und 77 g. Es sind 27 bis 29 mm lange Hinterfüße und 17 bis 18 mm lange Ohren vorhanden. Typisch für die Art ist ein braunschwarzes, kurzes und gesprenkeltes Fell auf der Oberseite, hellere ins hellbraun reichende Körperseiten sowie eine weißliche Unterseite ohne andersfarbige Streifen. Weitere Kennzeichen sind ein Schwanz, der oberseits dunkel und unterseits hell ist und abgerundete Ohren mit wenigen Haaren. Die Harrington-Ratte hat vier Finger an den Vorderpfoten und fünf Zehen an den Füßen. Die beiden Gattungsvertreter unterscheiden sich zusätzlich im Karyotyp.

## Verbreitung und Lebensweise
Dieses Nagetier bewohnt die nordwestlichen Regionen Äthiopiens. Es lebt auf Hochebenen und in Gebirgen zwischen 1800 und 3300 Meter Höhe. Die Exemplare halten sich in feuchten Wäldern auf, wo sie auf Bäumen und Sträuchern klettern, und besuchen gelegentlich Ackerland.
Die nachtaktive Harrington-Ratte schläft am Tage in selbstgewobenen Nestern aus Gras, die in Sträuchern versteckt liegen. Für die andere Art der Gattung gibt es Anzeichen, dass sie Wirbellose und Früchte frisst. Im Dezember befanden sich in einem Nest dieser Art sechs Jungtiere.

## Gefährdung
Auch wenn die Größe der Population nicht bekannt ist, so ist die Art für ihr gutes Anpassungsvermögen bekannt. Die IUCN listet sie als nicht gefährdet (least concern).